# Audata
Audata fou reina de Macedònia. Fou la primera muller del rei Filip II de Macedònia amb el qual va tenir una filla anomenada Cinna (Cynna).